# TOMORROW (岡本真夜單曲)
《TOMORROW》是日本女創作歌手岡本真夜的出道單曲，也是她其中一首代表作。1995年5月10日發行。
主歌《TOMORROW》是同年TBS系電視劇《Second Chance》的主題曲，在電視劇人氣的帶動下，作為出道單曲一發行即取得Oricon公信榜單曲週榜冠軍（也是岡本迄今為止唯一一首取得週榜冠軍的單曲），在榜期間銷量達177萬張，估計總銷量達200萬張。獲得日本唱片協會的「2 Million」認證。
岡本憑這首歌的巨大成功，被邀請至第46回NHK紅白歌合戰上演唱；次年，這首歌被選為第68屆選拔高等學校棒球大會的入場行進曲。

## 收錄曲目
1. TOMORROW
  - 作詞：岡本真夜、真名杏樹；作曲：岡本真夜；編曲：十川知司（日语：十川ともじ）
2. BLUE STAR
  - 作詞、作曲：岡本真夜；編曲：佐藤準（日语：佐藤準）
3. TOMORROW (Original Karaoke)
4. BLUE STAR (Original Karaoke)

## 翻唱
本專輯的主打歌曲《TOMORROW》也有以下的翻唱/改編版本：

### 日語翻唱
- misono，收錄於單曲《ラブリー♡キャッツアイ》（2006年11月1日）
- 田井中彩智，收錄於單曲《また明日ね/code》（2008年10月22日）
- 今井雄三（日语：今井ゆうぞう），收錄於翻唱專輯《君と歩いた時間》（2010年5月19日）
- 稻垣潤一（日语：稲垣潤一）（duet with 玉城千春 from Kiroro），收錄於翻唱專輯《男と女3》（2010年9月29日）
- 高嶺愛花（配音：早見沙織），收錄於翻唱專輯《歌う♪ラブプラス》（2011年1月27日）
- 天海春香（配音：中村繪里子），收錄於專輯《THE IDOLM@STER ANIM@TION MASTER 生っすかSPECIAL 04》（2012年10月17日）
- Ms.OOJA，收錄於專輯《THE HITS ～No.1 SONG COVERS～》（2015年8月19日）
- 華原朋美，收錄於翻唱專輯《MEMORIES 3 -Kahara Back to 1995-》[1]（2015年12月2日）

### 外語改編
- 國語版本由吳佩慈演唱，歌名為《閃著淚光的決定》，由許常德作詞，收錄於專輯《All My Pace》（1998年7月7日）
  - 其後糖兄妹於2010年翻唱，由糖兄編曲及監製，糖妹演唱，而歌名則改為《閃著淚光慢慢的決定》，收錄於專輯《我最愛糖兄妹》。
- 粵語版本同樣由吳佩慈演唱，歌名為《懷著笑意的決定》，由林夕作詞，收錄於專輯《挑剔》（1998年12月22日）